# Ero quadrituberculata
Ero quadrituberculata là một loài nhện trong họ Mimetidae.
Loài này thuộc chi Ero. Ero quadrituberculata được Wladislaus Kulczynski miêu tả năm 1905.